# 서울중계초등학교
서울중계초등학교는 대한민국 서울특별시 노원구 중계동에 있는 공립 초등학교이다.

## 학교 연혁
- 1975년 10월 2일 서울중계국민학교 개교(29학급 편성)(설립인가 3월 1일)
- 1996년 3월 1일 현재 교명으로 변경
- 1999년 10월 6일 도서실 보수 및 교구 설치
- 2000년 3월 20일 민간참여 컴퓨터실 설치
- 2000년 5월 31일 보도 블록 설치
- 2002년 8월 30일 본관 화장실 개축 공사
- 2003년 9월 15일 과학실 현대화 공사
- 2005년 7월 21일 중국 경제기술개발실험학교 초청, 본교 태권도부 중국방문
- 2005년 12월 30일 서관 화장실 태양열 온수공사
- 2007년 9월 3일 대형 TV설치(각 교실), 과학실 및 도서실 리모델링
- 2007년 9월 29일 태권도 휴게실 완공
- 2008년 7월 1일 각 교실 냉난방기 교체 설비
- 2008년 8월 29일 학교 운동장 공원화사업 정문 교체
- 2011년 10월 10일 담장 재설치
- 2017년 11월 4일 운동장 보수공사
- 2018년 1월 31일 교실 공기청정기 설치
- 2018년 8월 22일 배수로 덮개 및 보도블럭 공사
- 2018년 8월 27일 통신선로 개선공사
- 2018년 9월 22일 CCTV 설치공사
- 2018년 10월 10일 도서실 환경개선 공사 및 개관
- 2019년 2월 15일 제43회 졸업식(162명)
- 2019년 2월 25일 어린이 활동공간 칼라경계봉 설치, 교실칠판 교체(11실)
- 2019년 2월 28일 2~6학년 학생용 책걸상 교체, 등사실 환경개선 공사, 돌봄교실 증설 및 리모델링 공사
- 2019년 5월 7일 창의융합형 과학실험실 환경 구축
- 2019년 8월 26일 교실바닥 및 음악실 등 환경개선 공사
- 2019년 10월 10일 음악실 책걸상 구입, '꿈을 담은 교실' 5실 리모델링 공사
- 2019년 12월 1일 장애인편의시설(승강기) 설치공사
- 2020년 2월 3일 2019학년도 북부교육 유공 우수기관 표창
- 2020년 2월 14일 제44회 졸업식(174명)
- 2020년 8월 24일 학교 중앙현관 리모델링 공사
- 2020년 8월 24일 실내 체육활동실(2실) 리모델링 공사
- 2020년 8월 28일 실내 도색 공사
- 2021년 1월 25일 양치시설(8곳) 리모델링 공사
- 2021년 2월 10일 제45회 졸업식(166명)
- 2021년 3월 2일 교육복지실(꿈나래터) 설치 공사
- 2021년 3월 2일 2021학년도 신입생 입학(140명)

## 학교 상징
- 교화(校花) - 목련 : 어린이의 순수하고 맑은 동심의 상징
- 교목(校木) - 은행나무 : 튼튼하고 꿋꿋함의 안정과 희망의 상징

## 참고 자료
- 서울중계초등학교 - 한국교육학술정보원 학교알리미